# 羊膜草
羊膜草（学名：Hemiphragma heterophyllum），又名鞭打绣球、腰只花，为玄参科腰只花属下的一种多年生匍匐草本植物，莖長度可达60厘米，密生柔毛，葉心形，花白色，结红色蒴果。